# Centre de saut à ski MacKenzie Intervale
Le Centre de saut à ski MacKenzie Intervale, en anglais le MacKenzie Intervale Ski Jumping Complex, est un site de saut à ski comprenant deux tremplins situés à Lake Placid, dans l'État de New York aux États-Unis. Le premier tremplin est construit sur le site date de 1920. Depuis, les tremplins ont été utilisés pour les Jeux olympiques d'hiver de 1932 et de 1980.

## Historique
Le premier tremplin, de 35 mètres, est construit sur le site en 1920 et la première compétition a lieu en 1921. Il est reconstruit en 1923, et devient un tremplin de 50 mètres. En 1927, il devient le tremplin de 60 mètres utilisé pour les Jeux olympiques d'hiver de 1932. La tour est en métal, et plus en bois. À ce moment-là, son nom est « Intervales Ski-Hill ». Entre 1977 et 1978, la tour est détruite et deux nouveaux tremplins de 70 et 90 mètres réutilisant la même pente que l'ancien sont construits pour les Jeux olympiques d'hiver de 1980. Plus tard, les tours sont rehaussées et les tremplins sont actuellement de 90 et 120 mètres. Un point de vue se trouve au sommet de la plus haute tour.